# Формат вычисляемых документов
Формат вычисляемых документов (Computable Document Format или CDF) — это электронный формат документов, созданный с целью облегчения создания динамически сгенерированного интерактивного контента. Формат разработан компанией Wolfram Research.

## Функциональные возможности
Формат вычисляемых документов предусматривает такие графические элементы пользователя, как ползунки, меню и кнопки. Содержимое документа обновляется с использованием встроенной вычислительной подсистемы при взаимодействии с графическими элементами пользователя. В документе могут использоваться текст, таблицы, изображения, звуки и анимации. Формат CDF предусматривает использование печатной вёрстки и технических обозначений системы Mathematica. Также поддерживаются компоновки документа с разбивкой на страницы, со структурной детализацией и режим слайд-шоу. Стилистическое оформление документа можно контролировать с использованием каскадных таблиц стилей.

## Просмотр
Файлы формата CDF можно просматривать с помощью бесплатной программы CDF Player, которую можно загрузить с сайта компании-разработчика Wolfram Research. В отличие от статических форматов, таких как PDF и предварительно сгенерированного информационного материала в форматах, таких как Adobe Flash, и благодаря тому, что программа CDF Player целиком содержит библиотеку времени исполнения системы Mathematica, содержимое документа может генерироваться в ответ на действие пользователя с помощью любых алгоритмов или визуализационных функций, которые можно описать в системе Mathematica. Это делает формат CDF особенно уместным для научного, инженерного и другого технического материала, а также электронных учебников.
Программа чтения вычисляемых документов существует для платформ Linux, Macintosh и Microsoft Windows, но пока не поддерживается для электронных книг и планшетных компьютеров. Программа чтения предусматривает режим плагина для браузеров Mozilla Firefox, Google Chrome, Opera, Safari, Internet Explorer, что позволяет вкладывать CDF-материалы в HTML страницы.

## Создание
Файлы формата CDF можно создавать в системе Mathematica. Планируется появление онлайн средств для их создания.

## Использование
Формат вычисляемых документов был использован в электронных учебниках издательством Pearson Education, для распространение материала на сайте Wolfram Demonstration Project, а также для добавления к Wolfram|Alpha интерактивности на стороне клиента.